# Barbadelo
Barbadelo(llamada oficialmente Santiago de Barbadelo) es una parroquia española del municipio de Sarria, en la provincia de Lugo, Galicia.

## Historia
A principios del siglo XI en Barbadelo existía un monasterio mixto, de hombres y mujeres. Fue priorato de la abadía de Samos hasta la desamortización, pasando luego a convertirse en parroquia.

## Organización territorial
La parroquia está formada por veintidós entidades de población, constando veinte de ellas en el nomenclátor del Instituto Nacional de Estadística español:

### Entidades de población
Entidades de población que forman parte de la parroquia:
- Abeledo
- As Paredes
- Baxán
- Devesa (A Devesa)
- Loureiro
- Marzán
- Melle
- Miralde
- Monte (O Monte)
- Mosteiro (O Mosteiro)
- Pico (O Pico)
- Rañoá (A Rañoá)
- Rente
- Sabenche
- San Martiño
- San Silvestre
- Serra (A Serra)
- Surriba
- Taíde
- Vilar
- Vilei

### Despoblado
Despoblado que forma parte de la parroquia:
- Souto (O Souto)

## Demografía
| Gráfica de evolución demográfica de Barbadelo entre 2000 y 2021 |
|                                                                 |
| Datos según el nomenclátor publicado por el INE.                |

## Patrimonio
Su monumento más emblemático es la iglesia románica de Santiago de Barbadelo, construida a finales del siglo XII y declarada Bien de Interés Cultural en 1980. En la parroquia está también el castro de las Paredes.